# Линкольн-Тех
Линкольн-Тех, группа школ Линкольна, технический институт Линкольна (англ. Lincoln Tech, Lincoln Group of Schools, Lincoln Technical Institute) — американская группа коммерческих профессионально-технических учебных заведений, базирующихся в Уэст-Ориндж (штат Нью-Джерси). Каждый кампус Линкольн-Тех управляется компанией Lincoln Educational Services Corporation (Nasdaq: LINC), предоставляющей профессионально ориентированное послешкольное образование.
По состоянию на 1 апреля 2019 года, в 22 кампусах Lincoln обучалось 10 680 студентов.

## История
Первый Технический институт Линкольна был основан в 1946 году в Ньюарке (штат Нью-Джерси), для ветеранов Второй мировой войны, вернувшихся из-за рубежа. Основателем и первым президентом института был Дж. Уоррен Дэвис. Технический институт Линкольна предлагал программы обучения, которые помогли ветеранам войны овладеть профессиональными навыками и перейти к гражданской карьере в области установки и обслуживания кондиционеров и холодильного оборудования. В 1948 году были добавлены курсы автомобильной промышленности. В институте были созданы мобильные школы, предлагающие курсы, сертифицированные NAPA. В этих школах прошли обучение более 11 000 механиков в период с 1955 по 1965 годы.
В 1969 году компания Ryder приобрела Технический институт Линкольна и ещё две технические школы с кампусами в Иллинойсе, Пенсильвании и Нью-Джерси. К 1977 году Технический институт Линкольна имел десять кампусов в Иллинойсе, Индиане, Айове, Мэриленде, Нью-Джерси, Пенсильвании, Техасе и Вашингтоне. В 1994 году Технический институт Линкольна приобрёл школу судебной отчетности The Cittone Institute и три её кампуса, что привело к тому, что к 50-летию школы в 1996 году группа имела 14 кампусов.
Компании Stonington Partners и Hart Capital приобрели Технический институт Линкольна в 2000 году. Институт продолжал расширяться, в его состав вошли Денверский автомобильный и дизельный колледж и Бизнес-институт Computer-Ed в 2001 году, Линкольнский технологический колледж в Нэшвилле (ранее Нэшвилльский автодизельный колледж) в 2003 году, а также Юго-западный колледж бизнеса и Технический институт Новой Англии в 2004 году.
Lincoln Educational Services Corporation провела первичное размещение акций в 2005 году, торгуясь на NASDAQ с кодом LINC. Регент Калифорнийского университета, Ричард Блам (муж сенатора Дайэнн Файнстайн) был ключевым инвестором, владея акциями на сумму 24 млн долларов США.
В 2005 году группа приобрела Институт косметологии «Эйфория». В дальнейшем были приобретены Институт карьеры Харрисона в 2007 году, Брайарвудский колледж в декабре 2008 года и школы Баранского технологического института (Баранский технологический институт, Кулинарный институт Коннектикута, Школа медсестер Americare, Технический институт Engine City и Колледж Клеменса) в 2009 году. В 2012 году Линкольн завершил покупку Флоридского медицинского учебного института.
Компания объявила о закрытии пяти кампусов в 2013 году после того, как новые федеральные правила не позволили студентам без дипломов о среднем образовании получить федеральную субсидию на обучение. Шестой кампус закрылся в Хамдене (штат Коннектикут) в апреле 2014 года, а седьмой — кампус Флоридского медицинского учебного института в Мельбурне (штат Флорида), закрылся в декабре 2014 года.
В октябре 2014 года генеральный прокурор штата Массачусетс, Марта Коакли, объявила о расследовании деятельности коммерческих школ Линкольна в штате Массачусетс.
В конце 2014 года финансовый директор Lincoln Education, Сезар Рибейро, подал в отставку, а LINC рефинансировал свой кредит в Bank of America.
В 2018 году был закрыт кампус Линкольн-колледжа Новой Англии в Соутингтоне, штат Коннектикут.

## Аккредитация
Школы Линкольна аккредитованы Аккредитационным советом независимых колледжей и школ (ACICS), Аккредитационной комиссией карьерных школ и колледжей (ACCSC) и Ассоциацией школ и колледжей Новой Англии — Комиссией по высшим учебным заведениям (NEASC).
В 2016 году Министерство образования США лишило ACICS полномочий по аккредитации. Однако 5 апреля 2018 года аккредитация ACICS была восстановлена Министерством образования США до дальнейшего рассмотрения.

## Кампусы
Lincoln Educational Services работает под следующими брендами: Технический институт Линкольна, Технологический колледж Линкольна, Институт косметологии Эйфория, и Кулинарный институт Линкольна.
- Штаб-квартира: 200 Executive Drive, West Orange, NJ 07052 (корпоративный офис — в этом месте нет аудиторий)[10].
- Технический институт Линкольна:

- Нью-Бритен (Коннектикут);
- Шелтон (Коннектикут);
- Колумбия (Мэриленд);
- Сомервилл (Массачусетс);
- Айзелин (Нью-Джерси);
- Мауа (Нью-Джерси);
- Мурстаун (Нью-Джерси);
- Парамес (Нью-Джерси);
- Саут-Плейнфилд (Нью-Джерси);
- Юнион (тауншип, округ Юнион, Нью-Джерси);
- Куинс (Нью-Йорк);
- Аллентаун (Пенсильвания);
- Филадельфия (Пенсильвания);
- Линкольн (Род-Айленд);

- Технологический колледж Линкольна

- Ист-Уинсор (Коннектикут);
- Денвер (Колорадо);
- Мариетта (Джорджия);
- Мелроз-Парк (Иллинойс)
- Индианаполис (Индиана);
- Гранд-Прери (Техас);
- Нашвилл (Теннесси), бывший автодизельный колледж Нашвилла;
- Флоренс (Кентукки), больше не работает в этом месте;

- Кулинарный институт Линкольна:

- Шелтон (Коннектикут);

- Институт косметологии «Эйфория»:

- Лас-Вегас (Невада);

### Закрытые локации
- Линкольн-колледж Новой Англии: Сатингтон (Коннектикут) (2018)

## Программы
Линкольн-Тех структурирует учебные программы таким образом, чтобы предоставить студентам практическое, ориентированное на карьеру образование и подготовить их к привлекательным вакансиям начального уровня в выбранных ими областях. По состоянию на 31 декабря 2017 года Линкольн-Тех предлагал обучение по пяти направлениям: автомобильная промышленность, здравоохранение, квалифицированные профессии, гостиничный сервис и бизнес/IT. 12 кампусов предлагали обучение по пяти направлениям автомобильной промышленности, 11 кампусов — по девяти направлениям здравоохранения, 13 кампусов — по пяти направлениям квалифицированных профессий, 3 кампуса — по пяти направлениям гостиничного сервиса и 7 кампусов — по 6 направлениям бизнеса/IT.

## Судебные иски и расследования
Компания Lincoln Educational Services столкнулась с иском инвесторов от имени тех, кто приобрел акции компании в период с 3 марта 2010 года по 5 августа 2010 года. Истцы утверждали, что Lincoln Educational Services опубликовала ряд существенно ложных и вводящих в заблуждение заявлений, касающихся её бизнеса и деятельности, в нарушение Закона о ценных бумагах и биржах от 1934 года. Дело было прекращено окружным судом США по округу Нью-Джерси в сентябре 2011 года.
В 2013 году USA Today, основываясь на данных 2009—2010 годов, назвала один из 31 кампусов компании «школой с красным флагом», в которой «процент невозврата кредитов выше, чем процент выпуска».
В октябре 2014 года генеральный прокурор штата Массачусетс, Марта Кокли, объявила о расследовании деятельности некоммерческих школ Lincoln в штате Массачусетс.
В 2015 году Lincoln Educational Services согласилась выплатить около 1 миллиона долларов выпускникам своей программы по уголовному правосудию в Сомервилле и Лоуэлле, штат Массачусетс. Генеральный прокурор штата Массачусетс установил, что студенты не смогли найти работу по специальности, а компания включила в свои данные о трудоустройстве работу, не связанную с учёбой. По данным газеты The Boston Globe, «школа также якобы велела рекрутерам „создать атмосферу несчастья, срочности“ и „донести боль“, чтобы заставить потенциальных студентов учиться в школе вместо военного или муниципального колледжа». Коммерческая школа проинструктировала вербовщиков связаться со студентами не менее семи раз в течение первых трех дней, чтобы убедить их поступить".

## Выпускники
- Пэт Гелсингер (родился в 1961 году, выпускник 1981 года), генеральный директор Intel[16].
- Мэнни Сантос (родился в 1955 году, выпускник 1977 года), президент Ассоциации механиков-подрядчиков Нью-Джерси[17].